# Estudo de associação do genoma completo
Em genética, um estudo de associação do genoma completo (em inglês, GWAS (Genome-wide association study) ou WGAS (Whole genome association study) é uma análise de uma variação genética ao longo de todo o genoma humano com o objectivo de identificar se alguma variante está associada a um traço. Os GWAS costumam centrar-se em associações entre os polimorfismos de um único nucleótido (SNPs) e traços como as principais doenças.
Estas variações são associadas a diferentes traços, por exemplo, a doenças. Em humanos, esta técnica tem permitido descobrir que certos genes estão associados a doenças como a degeneração macular sócia à idade e a diabetes. No caso da espécie humana, estudam-se milhares de indivíduos para achar polimorfismos de nucleótido simples ou SNPs (single-nucleotide polymorphisms, em inglês). Em torno de 600 estudos de associação do genoma completo foram levados a cabo em humanos conseguiram examinar 150 traços e doenças, e têm encontrado uns 800 SNPs associados a elas.
Ainda que os estudos GWAS maioritariamente realizem-se para identificar SNPs associados a doenças comuns, também podem identificar variáveis genéticas associadas a caracteres quantitativos como a estatura ou o intervalo QT cardíaco.
Apesar da promessa dos GWASs de revelar a base genética de diversas doenças, os resultados para todos os GWASs de doenças complexas apresentaram quase que unanimemente um mesmo problema: as associações robustas encontradas explicam apenas uma pequena fração da doenças na população, e, portanto, a maior parte do componente hereditário da doença permanece inexplicável . Existem várias explicações possíveis para isso:
Primeiro, a maior parte da carga genética inexplicada pode ser resultado de fatores genéticos independentes de pequeno efeito que atuam cumulativamente para produzir a doença. Esses fatores podem estar abaixo da detecção limite dos estudos atualmente alimentados.
Em segundo lugar, a carga genética perdida pode ser resultado de múltiplas genes de baixo efeito que atuam de forma interdependente em caminho celulares. O exame de tais cenários exigiria o uso de análises multivariadas que empregam métodos muito mais complexos de modelagem matemática e bioinformática do que as atualmente em uso. 

Terceiro, uma explicação emergente é que muito do que faltava a hereditariedade pode ser resultado de mutações altamente penetrantes que ocorrem raramente. Os GWASs atuais são projetados e alimentados para detectar variantes comuns, enquanto variantes raras são massivamente sub-representadas. 